# NLX
NLX - standard konstrukcji obudów i płyt głównych komputerów wprowadzony na rynek przez firmę Intel w 1996 roku.
Specyfikacja ta powstała po to, aby ułatwić montaż i demontaż urządzeń w komputerze (np. dyski twarde montowane są na zaczepach, a nie za pomocą śrub), a także dostęp do poszczególnych komponentów komputera, takich jak pamięć RAM czy płyta główna. 
Komputery oparte na architekturze NLX są produkowane i rozprowadzane przez dużych sprzedawców i praktycznie nieosiągalne w obrocie detalicznym, gdzie najpopularniejszym formatem jest ATX.